# Caroline de la Motte Fouqué
Caroline Philippine de la Motte-Fouqué (batejada com a Caroline Philippine von Briest), nascuda a Berlín el 7 d'octubre de 1774 i morta el 20 de juliol de 1831 a Nennhausen, fou una escriptora romàntica alemanya.
Caroline, que sol ser descrita com una dona d'intensa espiritualitat i de gran bellesa, es casà l'any 1791 amb Adolf Ludwig Rochus Von Rochow, que se suïcidaria al 1799. Caroline torna a casar-se, al 1803, amb el també escriptor romàntic Friedrich de la Motte Fouqué, de qui pren el cognom. Fou autora de novel·les i narracions de tall romàntic, i d'altres escrits. Al 1812 i 1813 editar, al costat d'Amalie von Hellwig, la col·lecció de sagues i llegendes: Taschenbuchs der Sagen und Legenden.
Caroline a vegades signava les obres amb el pseudònim "Serena".
En la història de la literatura, el seu nom apareix indissolublement vinculat al del seu espòs Friedrich.

## Obra
- Drei Mährchen. Berlín, Wittich, 1806 (pseudònim Serena)
- Roderich, 1807
- Frau des Falkensteins, 1810
- Briefe über Zweck und Richtung weiblicher Bildung, Berlín 1811
- Briefe über die griechische Mythologie für Frauen. Berlín, Hitzig, 1812.
- Die Spanier und der Freiwillige in Paris, 1814
- Feodora, 1814
- Edmunds Wege und Irrwege, 1815
- Das Heldenmädchen aus der Vendée, 1816
- Frauenliebe, 1818
- Anada, 1820
- Lodoiska und ihre Tochter, 1820
- Die blindi Führerin, 1821
- Heinrich und Maria, 1821
- Briefe über Berlin, 1821
- Vergangenheit und Gegenwart. Berlín, Schlesinger, 1822
- Die Herzogin von Montmorency. Roman in 3 Teilen. Leipzig, Hartmann, 1822
- Die Vertriebenen, 1823
- Neueste gesammelte Erzählungen. 2 v. Berlín, Schlesinger, 1824 (darin o.a.: Der Zweikampf. Die drei Wanderer. Der letzte der Paläologen. Ottile. Der Maltheser)
- Bodo von Hohenried, 1825
- Die Frauen in der großen Welt. Bildungsbuch beim Eintritt in dónes gesellige Leben, 1826